# Paris Hilton
Cet article possède un paronyme, voir Hilton Paris Opéra.
Pour les articles homonymes, voir Paris (homonymie) et Hilton.
Paris Hilton, née le 17 février 1981 à New York, est une femme d'affaires, personnalité médiatique, mannequin, chanteuse, actrice et disc jockey américaine, considérée comme une jet setteuse. C'est l’une des arrière-petites-filles de Conrad Hilton, fondateur de la chaîne des hôtels Hilton. Sa participation à l'émission The Simple Life la propulse vers une notoriété publique dès 2003 ; l'année suivante, elle est victime de la diffusion d'une sex tape, filmant ses ébats avec Rick Salomon, intitulée 1 Night in Paris.
Présente au cinéma, sa carrière d’actrice commence grâce à son rôle dans le film La Maison de cire, elle enchaîne ensuite plusieurs rôles, notamment dans Pledge This: Panique à la fac !, Sexy à tout prix ! ou encore Repo! The Genetic Opera. Plusieurs documentaires sur sa vie ont été réalisés, dont The American Meme (2018) sur Netflix et This is Paris (2020) sur YouTube. Depuis 2021, elle possède sa propre émission Cooking with Paris sur Netflix, où elle reçoit plusieurs stars pour cuisiner avec elle.
À l’âge de dix-neuf ans, elle devient mannequin et signe un contrat avec l’agence de Donald Trump, T Management, et apparaît dans plusieurs grandes campagnes de publicité.
Sa vie est régulièrement suivie par la presse people, notamment américaine. Elle est même considérée, en 2006, comme la personne la plus exposée médiatiquement au monde[source insuffisante]. Selon le magazine Forbes, elle a gagné deux millions de dollars en 2003-2004, 6,5 millions en 2004-2005 puis sept millions en 2005-2006. En 2018, sa fortune est évaluée à plus de trois cents millions de dollars,. À elle seule, sa gamme de parfums a généré plus de 2,5 milliards de dollars de revenus à ce jour.
En 2022, Paris Hilton devient l'image des publicités pour les hôtels Hilton, en accord avec le groupe Hilton Worldwide.
Sa société, Paris Hilton Entertainment Company, a généré plus de 4 milliards de dollars depuis sa création quinze ans plus tôt,.

## Carrière

### Mannequin
Paris Hilton est d'origines allemande et norvégienne du côté paternel et d'origine italienne et irlandaise du côté maternel.
Elle fait ses premières apparitions comme mannequin dans plusieurs événements de charité. À l’âge de dix-neuf ans, elle signe un contrat avec l’agence de Donald Trump, T Management. Par la suite, elle apparaît dans plusieurs campagnes de publicité notamment pour Iceberg Vodka, Guess, Dior, Puma, Longchamp.
Elle réalise une collaboration avec Lanvin en 2021.
En décembre 2010, Paris Hilton se diversifie et annonce son entrée en Grand Prix moto, via le championnat du monde 125 cm3 : en vue de la saison 2011, elle reprend l'équipe BQR, rebaptisée SuperMartxé VIP by Paris Hilton,.

### Actrice
C’est en signant un contrat avec le diffuseur FOX afin de coanimer avec Nicole Richie, sa meilleure amie, une émission de télé-réalité, que Paris Hilton se lance dans le monde de la télévision. The Simple Life, sur laquelle les deux jeunes filles vivent durant un certain temps avec une famille de la campagne, devient très populaire. La première émission a lieu le 2 décembre 2003. C'est là dans l'Arkansas, vêtue de façon iconoclaste en talon et joggings roses, qu'elle acquiert une notoriété publique assez large. Après l’immense succès de la première saison, The Simple Life revient en force pour deux autres saisons. À la suite d'une dispute entre Paris Hilton et Nicole Richie, le diffuseur annule l’émission, mais la chaîne E! rachète les droits de diffusion.
Elle obtient peu après un rôle en tant que Paige Edwards dans La Maison de cire, un thriller sorti en mai 2005 produit par Warner Bros. qui lui valut le Teen Choice Awards en 2005 et le Razzie Awards du plus mauvais second rôle en 2006.
En 2008, elle joue dans The Hottie & The Nottie qui obtient la plus mauvaise note (1,9) sur IMDb. Ce film lui valut le Razzie Award de la pire actrice en 2008. Elle jouera la même année dans un film d’épouvante musical appelé Repo! The Genetic Opera. Elle y incarnera le personnage d’Amber Sweet.
En 2008, Paris Hilton participe à une nouvelle série de télé-réalité destinée à lui trouver un(e) nouveau(elle) « meilleur(e) ami(e) ». Un informateur a confié au magazine UsWeekly : « Paris est fatiguée des gens envieux et cherche quelqu’un de nouveau et de bien à qui elle peut faire confiance. Le projet devrait être pris en charge par les chaînes MTV ou VH1, et le tournage devrait commencer au plus tard cette année. ». L'émission, intitulée en France Paris Hilton : une amie pour la vie ? et au Québec Paris un jour, Paris toujours ! (Paris Hilton's My new BFF), est diffusée en 2008 sur MTV. Brittany Flickinger remporte la compétition au terme de plusieurs épreuves l'ayant opposée aux autres candidat(e)s. Sa relation d'« amitié » avec Paris Hilton ne dure cependant pas et l'expérience est retentée l'année suivante. Au terme de la seconde saison, le nouveau « meilleur ami » de Paris Hilton se nomme Stephen Hampton.
Elle a également joué dans Supernatural Saison 5 épisode 5 en tant qu'elle-même. En 2021, Netflix lance "En cuisine avec Paris" où elle reçoit de nombreuses célébrités pour faire des recettes.
Paris apparaît en tant que « bookeuse » dans l'émission de télé-réalité Les Ch'tis à Hollywood, qui a commencé le lundi 26 août 2013.
Le 11 septembre 2013, il est annoncé qu'elle sera invitée lors de la saison 5 de VIP Brother, la version bulgare de Celebrity Big Brother,,. Elle entre dans l'émission le jour 2, soit le 16 septembre 2013.

### Chanteuse
Paris Hilton sort son album intitulé Paris, sur lequel le rappeur Lil' Jon et l'ancien membre du groupe *NSYNC JC Chasez sont présents. Son petit ami de l'époque, le chanteur Nick Carter, ne travaille pas sur le disque, du fait de leur séparation après sept mois de romance. Elle décide également de monter son propre label, Paris Hilton Records, pour sortir son disque. Son premier single Stars are blind (en) sort en 2006 et se vend à plus d'un demi-million d'exemplaires ; il atteint la première place du classement américain Hot Dance Club Songs tout comme l'autre single Turn it Up (en). L'album est également un succès, s'écoulant à 200 000 exemplaires aux États-Unis, se classant ainsi sixième du Billboard 200 et quatrième au Top Canadian Albums  du Canada.
En juillet 2008, Paris Hilton est utilisée par les équipes du candidat républicain John McCain dans un spot de campagne pour l’élection présidentielle américaine de 2008 : elle y apparaît avec Britney Spears, le tout étant destiné à moquer la célébrité dont bénéficie l'adversaire démocrate de McCain, Barack Obama. Elle réplique quelques jours après dans une vidéo parodique où elle critique McCain et propose au peuple américain sa candidature à la présidence des États-Unis ainsi qu’une ébauche de sa politique énergétique. Elle évoque aussi la possibilité de choisir la chanteuse Rihanna en tant que vice-présidente et de repeindre la Maison-Blanche en rose.
En mai 2013, elle signe un contrat avec Cash Money Records.
Elle cite être influencée par Madonna, envers qui elle déclare : « Elle se réinvente toujours et je l’admire vraiment en tant qu’artiste. Je suis tellement inspirée par elle et sa musique »,,.
Le 7 juin 2023, Paris Hilton donne son premier concert Icons Only, dans la salle The Fonda Theatre de Los Angeles. La chanteuse Kim Petras l'accompagne sur scène.
En septembre 2024 sortira Infinite Icon son deuxième album.

### Disc jockey

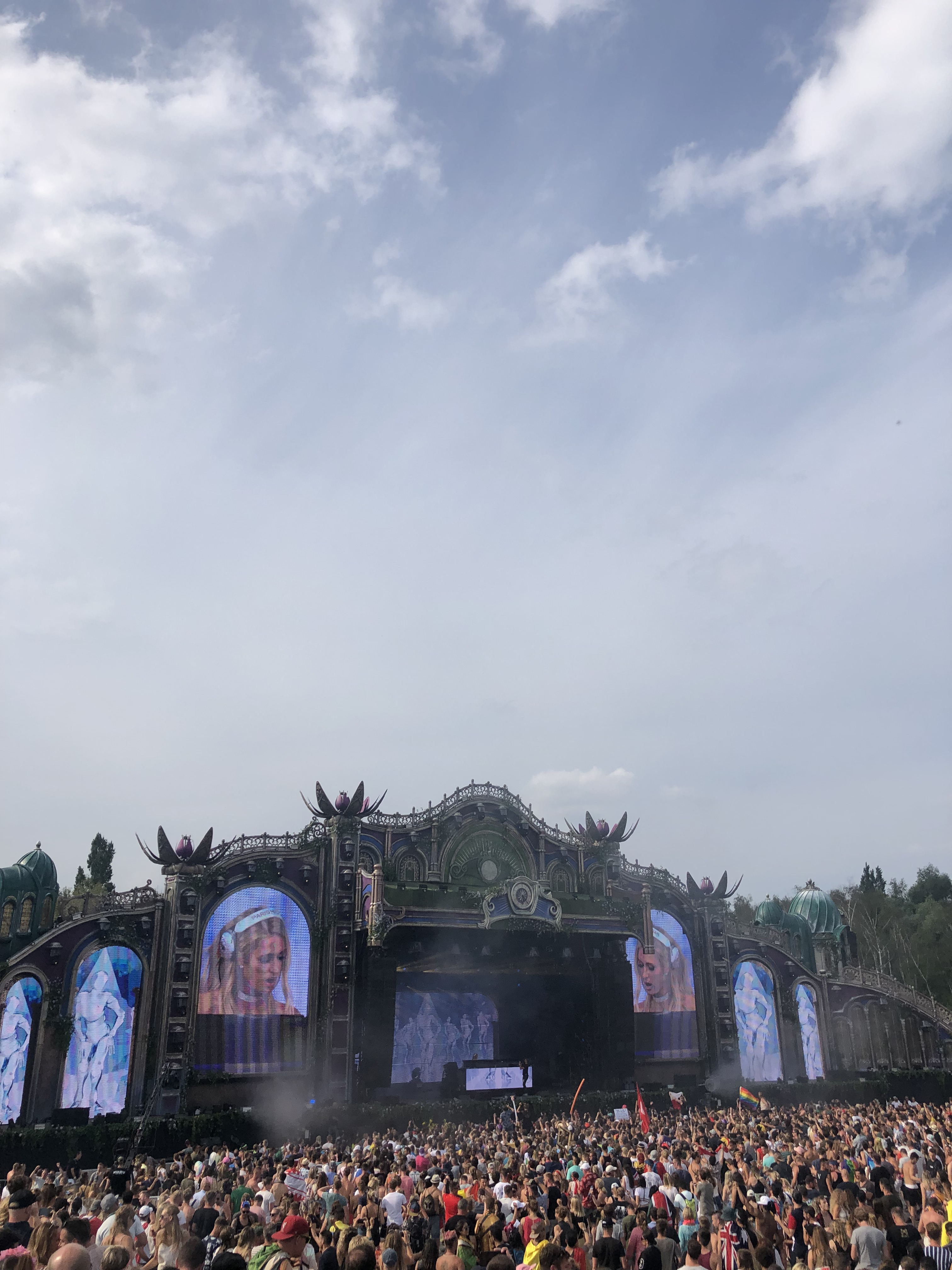
Scène « Lotus » du festival Tomorrowland en Belgique durant la prestation de Paris Hilton le 21 juillet 2019.

Hilton débute en 2012 son activité de disc jockey durant un festival. À l'été 2013, elle devient, pour quelques soirées, DJ résidente de l'Amnesia, club réputé d'Ibiza, pour une soirée intitulée « Foam & Diamonds », ; critiques, jalousies, une polémique apparaît sur le montant de ses cachets ainsi que ses qualités réelles de disc jockey,. Pourtant, elle est reconduite les années suivantes, effectuant jusqu'à neuf samedis à l'été 2015 : « le nombre de personnes prévu n'a pas arrêté de grossir et le bouche-à-oreille positif à Ibiza a été phénoménal » ; plusieurs médias, dont certains spécialisés en EDM, la soutiennent,, : « Paris Hilton fait un carton à Ibiza […] elle est aussi l'une des people au bras long, parmi les plus rentables de l'île », souligne DJ Magazine. Sa résidence dans cet endroit est complétée par l'ouverture d'une boutique éphémère au sein de la discothèque.
Elle a aussi une résidence au Harrah's Resort (en) d'Atlantic City,. Son salaire est estimé à environ 5 000 dollars par minute à mixer,, faisant d'elle le DJ féminin le mieux payé du monde. « […] être payé pour faire la fête. […] Je pense que c'est vraiment génial » dit-elle. Elle réalise également d'autres sets dans différents lieux,, partout à travers le monde comme à Las Vegas, Sydney, Montréal, Brésil, Dubaï et plusieurs autres, ainsi que sur une des scènes de Tomorrowland en 2019 puis en 2022.

## Vie privée

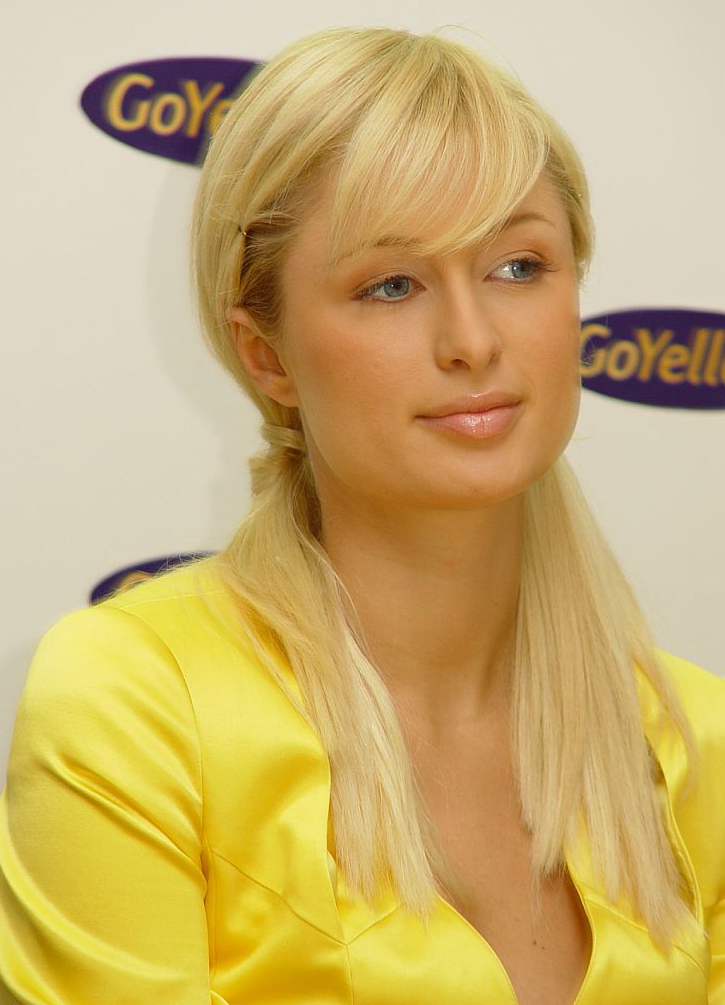
Paris Hilton à la conférence de presse de GoYellow.de à Munich, le 20 mai 2005.

Paris Hilton est l'arrière-petite-fille de Conrad Hilton, le fondateur des hôtels homonymes, mais n'en est pas l'héritière : le groupe Hilton Hotels & Resorts qui est propriétaire des hôtels Hilton appartient à la banque Blackstone Group.
À l’âge de seize ans, Paris Hilton passe près d'un an à l’école Provo Canyon School, un pensionnat thérapeutique pour adolescents souffrant de troubles émotionnels. Elle déclare que, pendant qu’elle y séjournait, elle a été maltraitée mentalement et physiquement par le personnel. Elle détaille les abus qu’elle aurait subis à l’école Provo Canyon School dans son documentaire This Is Paris. Dans le cadre de l'action menée par l'association Breaking Code Silence, elle et d’autres pensionnaires de l’école expliquent avoir été retenus, forcés de prendre des médicaments, placés en isolement, et avoir été frappés et étranglés. Elle a fréquenté l’école pendant onze mois, entre 1998 et 1999.
Paris Hilton évoque d'ailleurs en 2007, lors d'une interview du journaliste Larry King, avoir été diagnostiquée TDAH durant sa jeunesse,.
Elle se fait surtout connaître par l’intermédiaire de la sex tape 1 Night in Paris. Son ancien petit ami, Rick Salomon, l'a vendue sur Internet. Elle intente et gagne un procès contre Rick Salomon et verse la moitié des dommages-intérêts à des œuvres de charité.
Fin 2004, elle est le sujet d’un épisode du dessin animé South Park, Kit vidéo pour stupide pute trop gâtée.
Paris Hilton aurait eu une liaison avec l'acteur Chad Michael Murray sur le tournage du film La Maison de cire pendant qu'il était marié à l'actrice Sophia Bush : elle serait la cause de leur divorce.
Alors qu'ils sont en couple depuis décembre 2004, Paris Hilton se fiance au richissime Páris Látsis. Le 30 septembre 2005, elle annonce préférer rompre à cause de son planning trop chargé et explique qu'elle ne se mariera qu'à condition d'avoir la certitude que la relation sera durable. Elle a cinq ans plus tard une relation avec le disc jockey néerlandais Afrojack, mais il rompt au bout de six mois.
En 2014, elle annonce s'être séparée de son compagnon, River Viiperi, avec qui elle est restée trois ans. En janvier 2015, elle annonce être en couple avec Jordan Barrett.
De son propre aveu, Paris Hilton joue perpétuellement un personnage ; même sa voix, décrite comme « grave et veloutée », n'est pas celle qu'il est possible d'entendre lors de ses apparitions publiques : « c'est mon vrai timbre. L'autre appartient à mon personnage », dit-elle. Sous son personnage kitsch de fashion victim accompagnée de son chihuahua, développé en 2003 aux côtés de Nicole Richie, elle reste avant tout une femme d'affaires ayant lancé plus d'une vingtaine de lucratifs parfums et plus d'une cinquantaine de boutiques à son nom. « C'est peut-être une façon inhabituelle de faire les choses… Commercialiser un personnage parait moins tangible qu'une chaîne d'hôtels, mais c'est mon business. » En février 2017, elle officialise sa romance avec l'acteur Chris Zylka avec qui elle se fiance le 2 janvier 2018. En novembre 2018, le couple se sépare.
Depuis février 2019, elle partage la vie de l'homme d'affaires Carter Reum, qu'elle a épousé le 11 novembre 2021 dans sa résidence de Los Angeles. Le couple a un fils né en janvier 2023 par mère porteuse. Leur fils se nomme Phoenix Barron Hilton-Reum,.
Le couple a une fille, également née par mère porteuse, nommée London Marilyn Hilton-Reum.

## Démêlés judiciaires

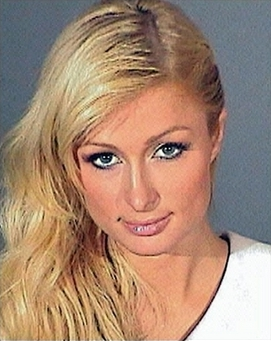
Paris Hilton en prison.

En septembre 2006, Paris Hilton est arrêtée pour conduite sous l’influence de l’alcool et deux mois plus tard son permis de conduire est suspendu. Elle plaide alors coupable de conduite en état d’ivresse et est condamnée à 36 mois de mise à l’épreuve et 1 500 dollars d’amende. Cependant, le 27 février 2007, Paris Hilton est arrêtée au volant de sa Bentley sur Sunset Boulevard, roulant à plus de 115 km/h dans une zone limitée à 55 km/h, tous feux éteints. Elle est condamnée, le 4 mai 2007, à 45 jours de prison ferme par un juge de Los Angeles pour avoir violé les termes de sa mise à l’épreuve en conduisant sans permis.
Pour soutenir Paris Hilton, une pétition est lancée et remise au gouverneur de Californie, Arnold Schwarzenegger, pour demander sa grâce. Celle-ci ne lui est pas accordée mais elle est condamnée à purger sa peine dans une unité spéciale d’une prison du comté de Los Angeles réservée aux célébrités et aux personnes importantes.
Elle commence à purger sa peine en juin 2007 mais sort de prison moins de 72 heures plus tard pour des raisons médicales. Sa peine est alors commuée par le shérif de Los Angeles en assignation à résidence avec bracelet électronique de surveillance. Cependant, dès le lendemain, le juge Michael Sauer, en désaccord avec le shérif de Los Angeles, exige son retour en prison. La police du shérif vient récupérer l'accusée menottée, à son domicile, afin d’organiser une nouvelle audience au tribunal de Los Angeles. Minute par minute, les images de l’affaire Hilton sont retransmises sur les chaînes américaines. Au tribunal, le juge ordonne que la jeune femme retourne en prison.[pertinence contestée] La jeune femme de 26 ans perd le même jour son agence artistique[réf. souhaitée].
Le 14 juin 2007, Paris est transférée dans un hôpital pénitentiaire plus strict de Los Angeles afin de démentir l’accusation de traitement de faveur qui lui a été faite lorsqu’elle est sortie de prison[réf. souhaitée].
Le 26 juin 2007, elle est libérée de prison pour bonne conduite, après avoir purgé 23 jours d’incarcération.
Entre juillet et septembre 2010, elle a de nouveaux soucis avec la justice, en relation avec la drogue. Elle est notamment accusée de possession de cannabis dans ses bagages en Corse, et de possession de cocaïne à Las Vegas. Devant se rendre en Asie, plusieurs pays lui ont alors refusé l'accès du fait de son implication dans cette dernière affaire.

### Liens avec Rodrigo Gamboa

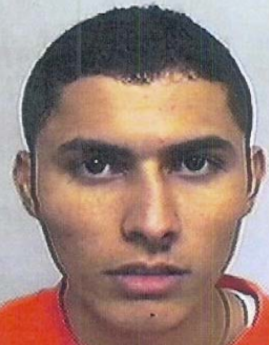
Rodrigo Gamboa.

En 2011, à l'occasion d'un combat de boxe à Las Vegas, disputé par Manny Pacquiao, elle est filmée par des journalistes au bras du narcotrafiquant et tueur à gages mexicain Jose Rodrigo Arechiga Gamboa (en), « El Chino Antrax », avec qui on lui prête une liaison.
Elle est également apparue à plusieurs reprises portant une bague en diamant dessinée par Marc Jacobs, signe distinctif de Rodrigo Gamboa et des membres de son groupe criminel, dont les autorités néerlandaises se sont notamment servies pour l'identifier lors de son arrestation à Amsterdam en décembre 2013.

## Discographie

### Album
- 2006 : Paris
- 2024 : Infinite Icon (en)

### Singles
- 2006 : Stars are blind (en)
- 2006 : Turn it Up (en)
- 2006 : Nothing in This World (en)
- 2009 : Paris For President
- 2013 : Good Time (en) (feat. Lil Wayne)
- 2014 : Come Alive (en)
- 2015 : High Off My Love (en) (feat. Birdman)
- 2018 : I Need you (en)
- 2019 : Best Friend's Ass (en) (feat. Dimitri Vegas & Like Mike)
- 2019 : Lone Wolves (feat Mattn)
- 2020 : I Blame You (feat Lodato)
- 2021 : Zest (Better Than Sex)

## Filmographie

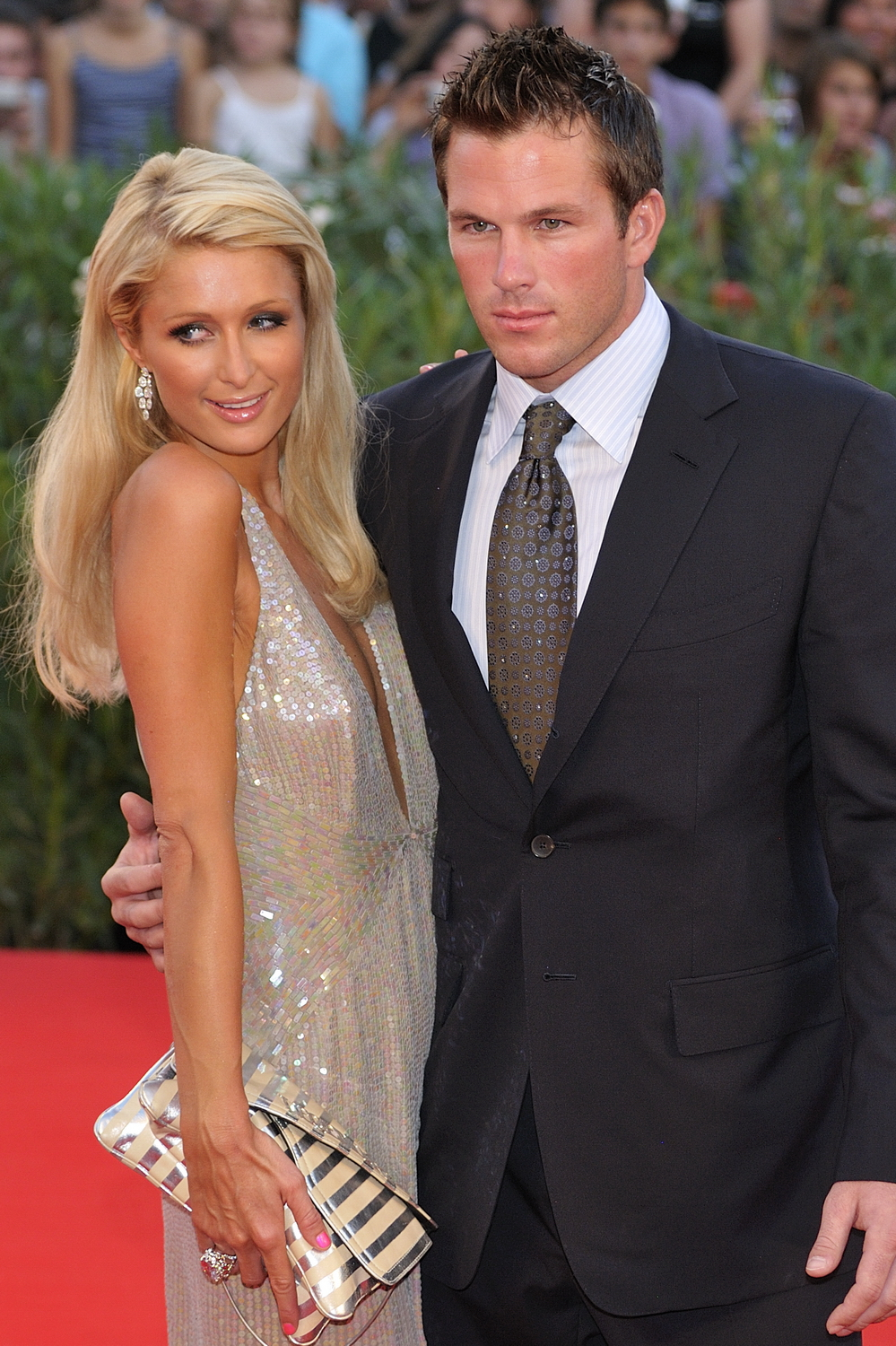
Paris Hilton et Doug Reinhardt à la de la Mostra de Venise 2009.

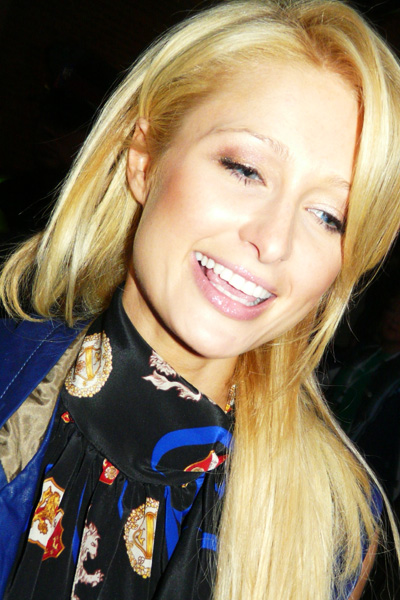
Paris Hilton à la première du documentaire Paris, Not France au festival international du film de Toronto en 2008.

### Films
- 1992 : Wishman, le bon génie : fille sur la plage
- 2001 : Zoolander : elle-même
- 2002 : Nine Lives (en) : Jo
- 2002 : Sweetie Pie
- 2002 : QIK2JDG : une mannequin (court-métrage)
- 2003 : Pauly Shore est mort : elle-même
- 2003 : Wonderland : Barbie
- 2003 : L.A. Knights : Sadie (court-métrage)
- 2003 : Le Chat chapeauté : fille dans le club
- 2004 : 1 Night in Paris : Paris
- 2004 : The Hillz : Heather Smith
- 2004 : Rendez-vous avec une star : Heather
- 2004 : Fashion Maman : Amber
- 2005 : La Maison de cire : Paige Edwards
- 2006 : Pledge This: Panique à la fac ! : Victoria English - également productrice exécutive
- 2006 : Bottoms Up : Lisa Mancini
- 2007 : Stories USA : Sadie
- 2008 : Sexy à tout prix ! : Cristabel Abbott - également productrice exécutive
- 2008 : Repo! The Genetic Opera : Amber Sweet
- 2008 : An American Carol : elle-même
- 2008 : Paris, Not France (en) : elle-même
- 2010 : Teenage Paparazzo : elle-même
- 2013 : The Bling Ring : elle-même

### Télévision

#### Téléfilms
- 2009 : Rex : Paris
- 2010 : Le Chien de Noël 2 : Bella (voix originale)

#### Séries télévisées
- 2003-2007 : The Simple Life : elle-même - également productrice de 16 épisodes[70]
- 2004 : Las Vegas : Madison (saison 1, épisode 14 et 16)
- 2004 : Une famille du tonnerre : Ashley/ Lorraine (saison 3, épisode 18)
- 2004 : Newport Beach : Kate (saison 1, 22 épisodes)
- 2004 : Veronica Mars : Caitlin Ford (saison 1, 2 épisodes)
- 2005 : Mes plus belles années : Barbara Eden (saison 3, épisode 15)
- 2007 : Earl (My Name Is Earl) : elle-même (saison 3, épisode 15)
- 2008-2009 : Paris Hilton : une amie pour la vie ? : elle-même - également productrice
- 2009 : Supernatural : Leshii (saison 5, épisode 5)
- 2011 : Le Monde selon Paris (en) : elle-même - également productrice
- 2021 : En cuisine avec Paris Hilton (Cooking with Paris) : elle-même
- 2021 : Paris in Love : elle-même

#### Documentaires
- 2018 : Le Mène américain
- 2019 : This is Paris[50]
  - Podcast : This is Paris, Paris Hilton et iHeartRadio[9], 2021

### Clips vidéos
- 2004 : Caught Up in the Rapture de Won-G (en)
- 2004 : Just Lose It de Eminem
- 2004 : Don't Let the Man Get You Down de Fatboy Slim
- 2006 : Nothing In This World  de Paris Hilton
- 2006 : Stars Are Blind  de Paris Hilton
- 2013 : Tapout ft. Nicki Minaj (Explicit) de Rich Gang
- 2013 : Good Time de Paris Hilton ft. Lil Wayne
- 2014 : Come Alive de Paris Hilton
- 2015 : High Off My Love  de Paris Hilton ft. Birdman
- 2017 : Sorry Not Sorry de Demi Lovato
- 2017 : Senza Pagare de J-AX & Fedez ft. T-Pain
- 2017 : I Don’t Want It At All de Kim Petras
- 2018 : I Need You de Paris Hilton
- 2018 : Flowers de Gabi DeMartino
- 2020 : Malibu de Kim Petras
- 2021: Pickle de Nervo ft. Tinie Tempah & Paris Hilton
- 2021: Heartbeat de Paris Hilton
- 2021: Melting de Electric Polars Bears

### Galerie photo

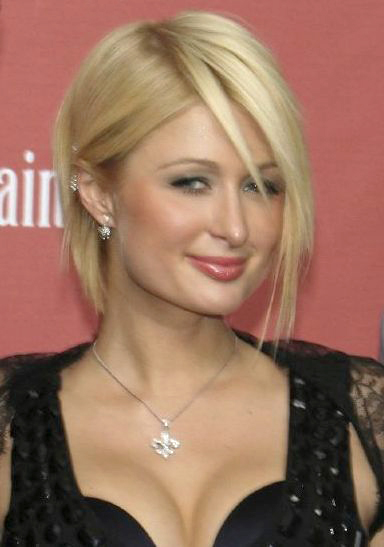
Paris Hilton à Los Angeles aux Scream Awards 2007.
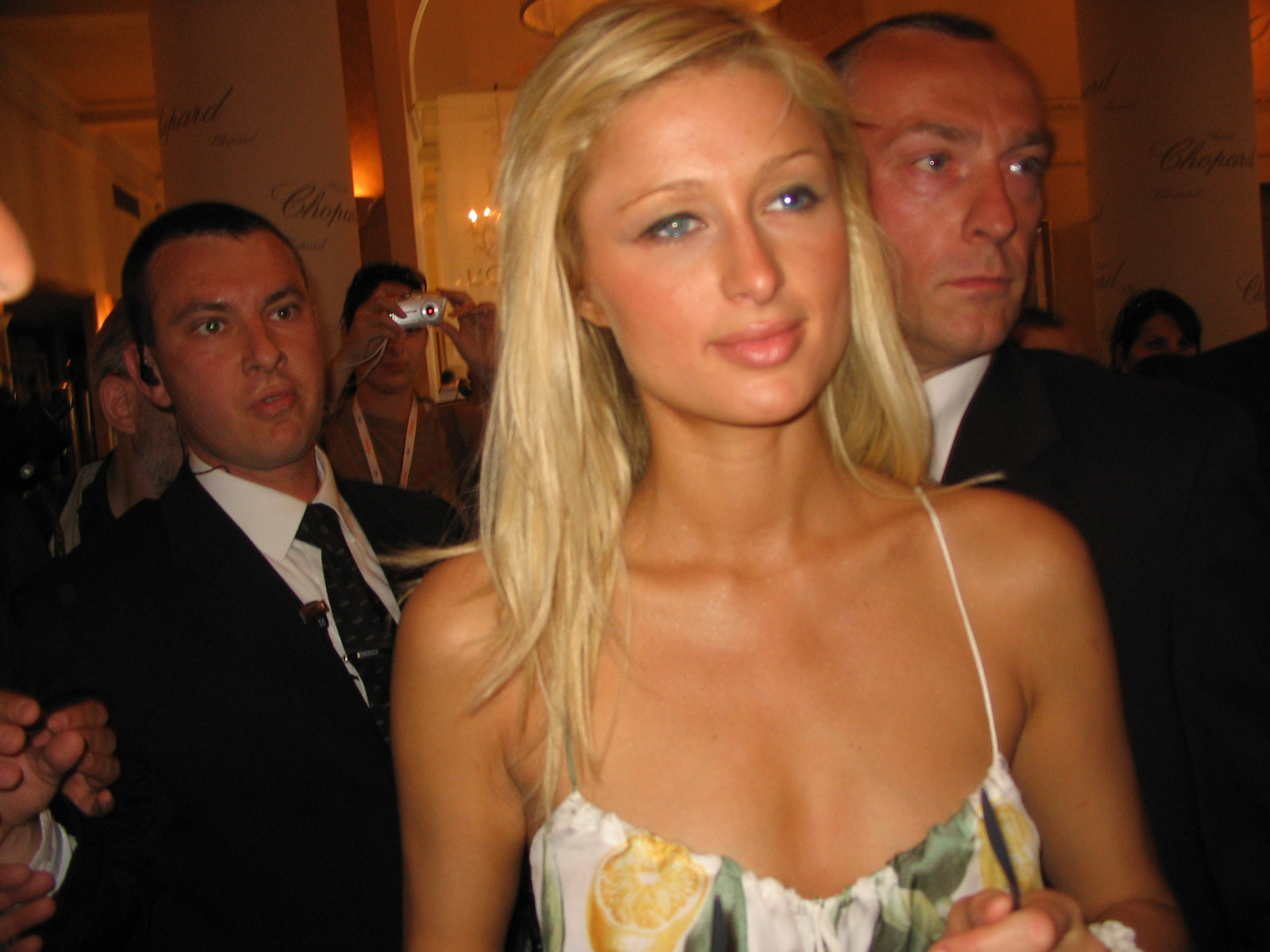
Paris Hilton au festival de Cannes 2005.
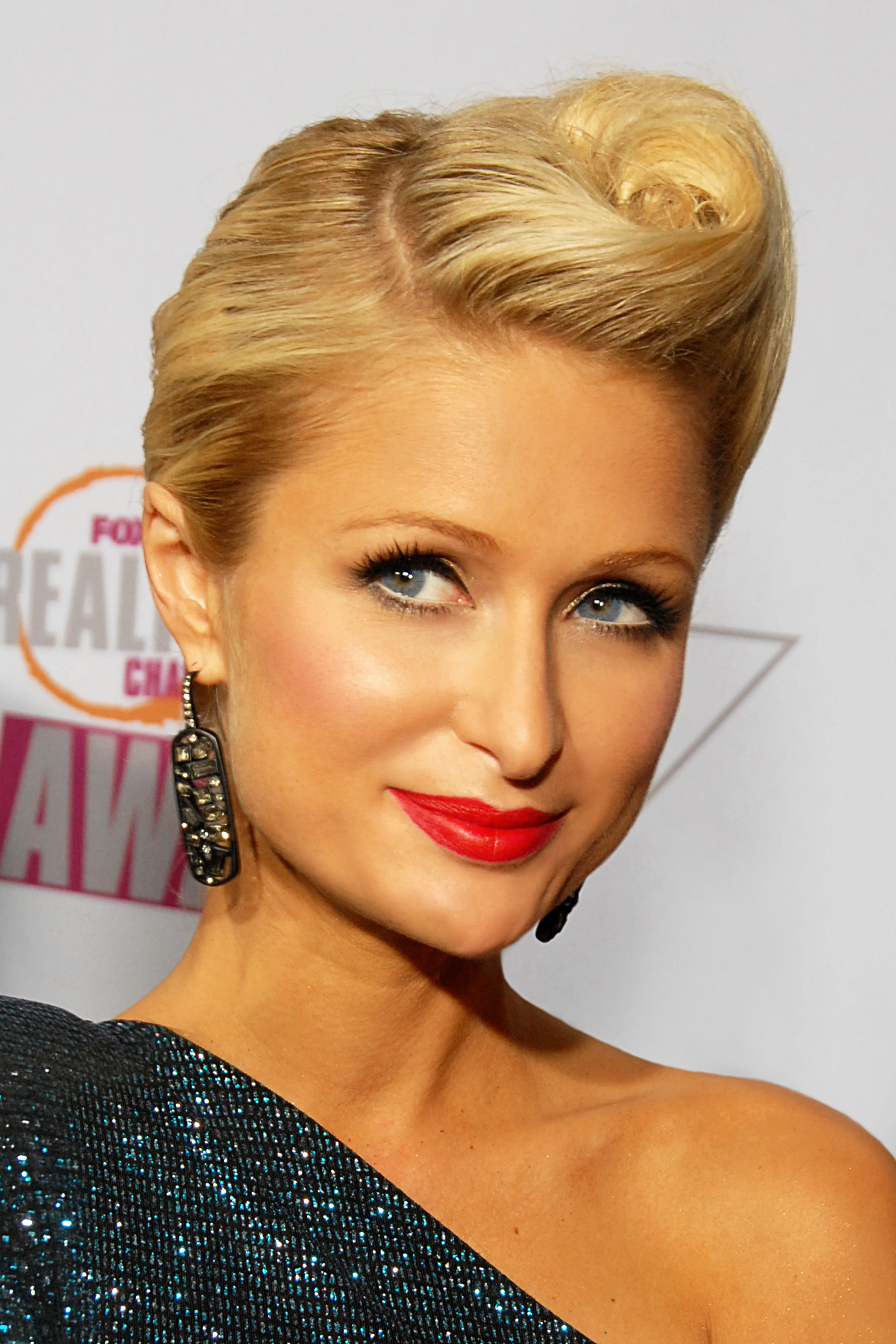
Paris Hilton en 2009 à la cérémonie des Fox Reality Awards.
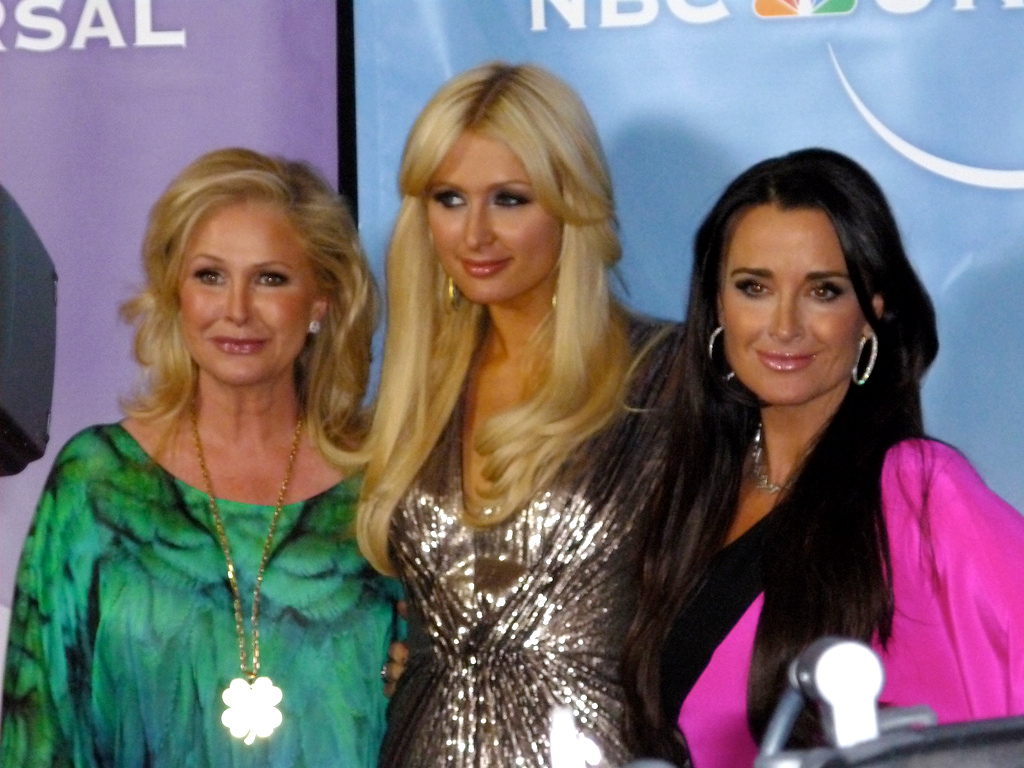
Kathy Hilton, Paris et Kyle Richards lors d'une fête à NBC en février 2011.
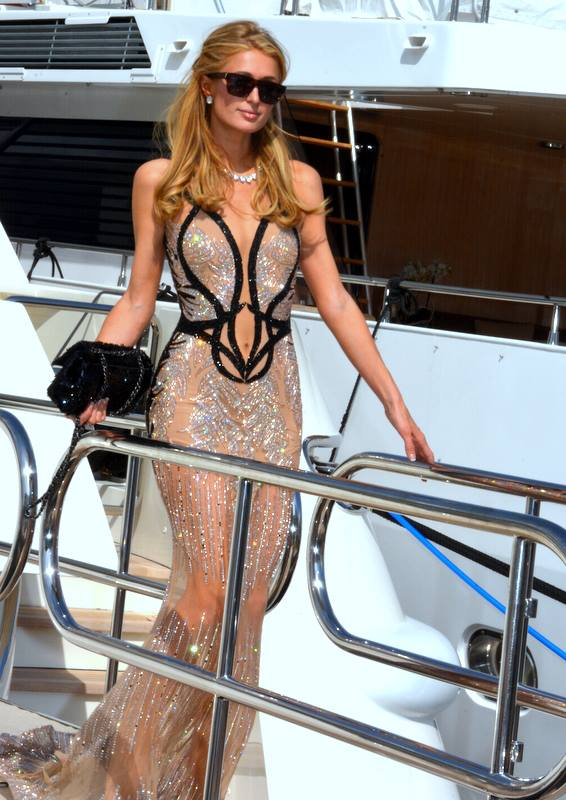
Paris Hilton au festival de Cannes 2016.

## Parfums
Dans les dix dernières années, Paris Hilton a généré des ventes de plus de 2 milliards de dollars avec ses parfums. Le 19 février 2017, elle remporte le prix de la Fragrance de l'année au 3ᵉ gala annuel Hollywood Beauty Awards pour son parfum pour femmes, Gold Rush sorti en 2016.
Pour femmes
- 2004 : Paris Hilton[73]
- 2005 : Just Me [74]
- 2006 : Heiress[75]
- 2007 : Can Can[76]
- 2008 : Fairy Dust[77]
- 2009 : Siren[78],[79]
- 2010 : Tease[80]
- 2010-2011 : Passport
  - Passport Paris[81] (2010)
  - Passport South Beach[82] (2010)
  - Passport Tokyo[83] (2010)
  - Passport St. Moritz[84] (2011)
- 2012 : Dazzle[85]
- 2014 : With Love[86]
- 2014 : Can Can Burlesque[87]
- 2015 : Paris Hilton Limited Anniversary Edition 2015[88]
- 2015 : Heiress Limited Edition 2015[89]
- 2019 : Electrity[90]
- 2016-2022 : Rush
  - Gold Rush[91] (2016)
  - Rosé Rush[92] (2017)[93]
  - Platinium Rush[94] (2018)
  - Luxe Rush[95] (2019)
  - Pink Rush[96] (2019)
  - Love Rush[97] (2022)
  - Ruby Rush[98] (2022)

Pour hommes
- 2004 : Paris Hilton for Men[99]
- 2006 : Just Me for Men[100]
- 2006 : Heir for Men[101]
- 2017 : Gold Rush Man[102]

## Publications
- (Co-écrit avec Merle Ginsberg) Confessions d'une héritière. Aperçu malicieux des coulisses du glamour (Confessions of an Heiress: A Tongue-in-Chic Peek Behind the Pose) (2004) et Your Heiress Diary: Confess It All to Me (2005)
- Paris : The Memoir, Dey Street Books, 2023

## Récompenses
- 2005 : AVN Award : Best Overall Marketing Campaign - Individual Project
- 2005 : Best Renting Title of the Year (vidéo de location la plus visionnée de l'année, aux États-Unis) pour 1 Night in Paris
- 2005 : Teen Choice Awards de la Meilleure scène de cri (« Best Movie Scream Scene ») dans un film d’épouvante, La Maison de cire
- 2006 : NRJ Music Award de la Chanson de l’année et American Music Award du meilleur titre pop pour Stars Are Blind
- 2006 : Razzie Award du pire second rôle féminin pour La Maison de cire
- 2007 : Teen Choice Award de la meilleure actrice pour son rôle de Sadie dans le film Stories USA
- 2008 : F.A.M.E. Awards « Favorite Celebrity Sex Tape » pour 1 Night in Paris
- 2009 : Razzie Award du Pire second rôle féminin pour Repo! The Genetic Opera, de la pire actrice pour The Hottie and the Nottie et du pire couple à l'écran (avec au choix Christine Lakin ou Joel David Moore) pour The Hottie and the Nottie
- 2013 : Teen Choice Award pour son rôle dans The Bling Ring (victoire partagée avec Orlando Bloom et Emma Watson)
- 2016 : Hollywood Beauty Awards du meilleur parfum pour sa marque Gold Rush
- 2017 : Teen Choice Awards de la révélation DJ de l’année
- 2020 : Billboard Music Awards : Award d’honneur pour la DJ la mieux payée de l’année
- 2022 : TEC Awards de la meilleure DJ féminine